# Plymouth (Pennsylvanie)
Pour les articles homonymes, voir Plymouth.
Plymouth est un borough dans le comté de Luzerne en Pennsylvanie.

## Personnalités
- John Mazur, joueur et entraîneur de football américain, y est né le 17 juillet 1930
- Regina Buggy, joueuse de hockey sur gazon, y est née le 12 novembre 1959